# Haris
Haris (arab. حارس) – palestyńska wioska położona w muhafazie Salfit, w Autonomii Palestyńskiej.
Leży w zachodniej części Samarii, w otoczeniu miasta Ari’el, wiosek Dajr Istija i Kifl Haris, oraz żydowskich osiedli Kirjat Netafim i Rewawa.

## Historia
29 listopada 1947 roku Zgromadzenie Ogólne Organizacji Narodów Zjednoczonych przyjęło Rezolucję nr 181 w sprawie podziału Palestyny na dwa państwa: żydowskie i arabskie. Tutejsze tereny miały znajdować się w państwie arabskie i w wyniku wojny o niepodległość w 1948 znalazły się pod okupacją Jordanii.
Podczas wojny sześciodniowej w 1967 ziemie te zajęły wojska izraelskie. Po zawarciu w 1994 porozumień z Oslo tereny te znalazły się w Autonomii Palestyńskiej w obszarze o statusie „C” (są to tereny pozostające pod kontrolą izraelską).
Istnieją plany wybudowania muru bezpieczeństwa, który będzie przebiegał wzdłuż południowej i zachodniej granicy wioski.

## Demografia
Według danych Palestyńskiego Centrum Danych Statystycznych, w 2006 w wiosce żyło 3 063 mieszkańców.

## Gospodarka
Gospodarka opiera się na rolnictwie i sadownictwie (uprawa oliwek).

## Komunikacja
Na południe od wioski przebiega droga ekspresowa nr 5  (Tel Awiw–Ari’el), brak jednak możliwości wjazdu na nią. Lokalna droga prowadzi na zachód do dróg nr 5066  i nr 505 , wjazd jednak na nie jest ograniczony przez izraelski punkt kontrolny. Lokalna droga prowadzi na północny wschód do wioski Kifl Haris.